# Balthazar Picsou
Balthazar Picsou ([baltazaʁ piksu], (ou Scrooge McDuck, [skɹuːdʒ məkˈdʌk] , en version originale) est un personnage de fiction de l'univers des canards des studios Disney créé en 1947 par le scénariste-dessinateur Carl Barks. Oncle maternel de Donald Duck (d'où son surnom d'« Oncle Picsou » (« Uncle Scrooge » en anglais), ce canard le plus riche du monde est connu pour son goût pour l'aventure et son avarice. Il possède un coffre-fort géant à Donaldville, dans lequel il entrepose les pièces accumulées au cours de ses années passées en quête de richesse, chacune représentant un souvenir pour lui. 

## Origines du personnage

### Nom
Son nom original, Scrooge McDuck, est inspiré du personnage Ebenezer Scrooge de Charles Dickens dans Un chant de Noël, lui même inspiré d'un personnage réel, l'homme politique anglais John Elwes. Le « Mc » (abréviation de Mac) apposé à son nom de famille rappelle ses origines écossaises.
En France, c'est sous le nom d'Oncle Harpagon, inspiré du personnage central de L'Avare de Molière en raison de son avarice, qu'il apparaît tout d'abord dans Donald et le Secret du donjon au 3e trimestre de 1949.
Dans les années 1950, il est appelé Oncle Edgar dans plusieurs comic strips ou Oncle Jérémie McDuck en Belgique avant d'adopter définitivement Balthazar Picsou dans une histoire du Journal de Mickey publiée le 21 décembre 1952, Donald et la Lettre au père Noël (Letter To Santa).
Ce nom aurait été choisi par Raymond Calame, rédacteur en chef du Journal de Mickey de l'époque. Le prénom d'Omer lui sera néanmoins attribué dans une histoire publiée en 1956 dans le Journal de Mickey, Oncle Picsou gagne toujours (The Tuckered Tiger).
Dans La Montre de famille, on apprend que c'est à son arrivée en Amérique que Picsou, qui s'appelait alors Balthazar McPicsou, décida de supprimer la particule « Mac » de son nom. La version française de l'arbre généalogique dessiné par Don Rosa confirme que Picsou et ses deux sœurs, Matilda et Hortense, sont les premiers du clan à avoir « américanisé » leur nom de famille. Dans La Jeunesse de Picsou, Don Rosa donne à Picsou le surnom de Buck McDuck, traduit dans les versions françaises par Buck Picsou, durant ses premières années en Amérique.
Au Québec, dans les comics des éditions Héritage, son nom est « Picsou » alors que « Scrooge » est utilisé sur la couverture.

### Évolution
D'abord personnage secondaire dans les bandes dessinées de Donald, il devient vite populaire et se voit gratifié de ses propres aventures en 1952, dues en grande majorité à Carl Barks. Il y est souvent accompagné par ses petits-neveux Riri, Fifi et Loulou, membres des Castors Juniors.
Au fil des histoires de Barks, des éléments de la vie de Picsou sont petit à petit divulgués, comme l'apparition d'un amour de jeunesse, Goldie O'Gilt, propriétaire d'un saloon à Dawson City à l'époque où Picsou était chercheur d'or au Klondike dans Donald au Klondike (Back to the Klondike) le 23 janvier 1953.
D'autres auteurs ont ajouté à leur tour des éléments biographiques originaux, sans nécessairement se soucier de la cohérence avec les histoires de Barks, mais c'est Don Rosa qui est le premier à créer La Jeunesse de Picsou.
Il apparaît d'abord dans un manoir, avant de déménager dans les histoires publiées à partir de 1952 dans son coffre-fort, un mois après l'apparition des légendaires Rapetou.

### La Jeunesse de Picsou
La seule biographie cohérente de Picsou a été développée, écrite et dessinée entre 1991 et 1993 par Don Rosa. Intitulée La Jeunesse de Picsou (The Life and Times of Scrooge McDuck), elle se fonde quasi exclusivement sur les récits de Carl Barks et raconte la vie de Picsou de sa jeunesse en Écosse à la rencontre avec ses neveux à Noël 1947 dans Noël sur le mont Ours, qui constitue la première apparition de Picsou chez Barks (et dans l'absolu).
Mêlant réalité historique et fiction, la série comporte initialement 12 épisodes, auxquels sont venus s'ajouter plusieurs volumes « bis » et « ter », le tout créant une intrigue d'une grande cohérence avec un souci du détail.
Balthazar Picsou naît en 1867 à Glasgow (Écosse) de Fergus McPicsou et Édith O'Drake. Il a deux sœurs, Matilda et Hortense, qui deviendra la mère de Donald. Il meurt en 1967 à Donaldville (Calisota ; à l'emplacement approximatif de l'actuelle ville de Loleta, en Californie) à l'âge de 100 ans. Dismal Downs, en plein milieu du Rannoch Moor, est la demeure ancestrale du clan McPicsou. Sa localisation est environ de 56.635719 , -4.442234.
Cependant, la mort de Balthazar Picsou ne vient pas du canon de la série mais bel et bien d'un dessin qu'avait fait Don Rosa pour un fanzine allemand en 1991 lorsqu'on lui a demandé d'imaginer une illustration derrière une simple question : « Hé Daisy ? Qu'est-il arrivé à l'oncle Picsou ? » Certains fans et journalistes ont pris très au sérieux cette illustration et pensent encore aujourd'hui que Picsou meurt effectivement en 1967, là où beaucoup de preuves rentrent en contradiction directe (comme l'utilisation par Picsou de technologies bien ultérieures à 1967).

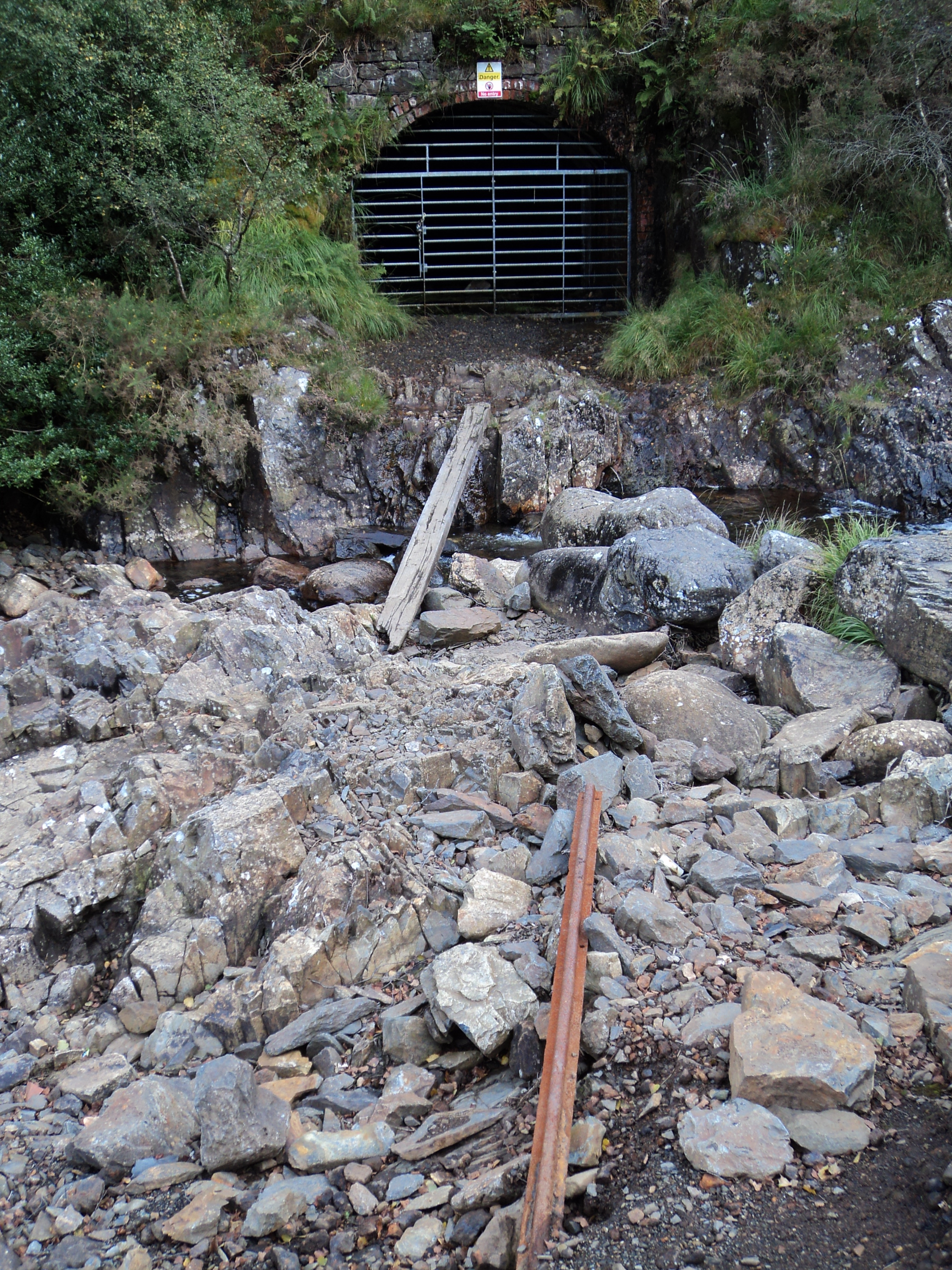
L'une des nombreuses anciennes mines du Klondike.

Picsou a une jeunesse mouvementée. Il descend de la prestigieuse famille des McPicsou, ruinée au fil des générations. À l'âge de 10 ans, son père lui fabrique un équipement de cireur de chaussures. Par la suite, le jeune Picsou commence à changer de commerce en vendant du bois et de la tourbe (faisant preuve d'ingéniosité pour son âge). À l'âge de 12 ans, il s'embarque pour l'Amérique. Là-bas, il rencontre son oncle John McPicsou, pilote de bateau à vapeur sur le Mississippi, avec qui il cherche l'épave du Drennan Whyte. Il s'agit donc de la toute première aventure vécue par Picsou. À la suite d'une attaque des pères Rapetou engagés par le Capitaine Porcin, l'oncle John vend son vapeur au jeune Balthazar. C'est lors de cette période que Balthazar rencontre le grand-père de Géo Trouvetou, Grégoire. Voulant gagner le Colorado, Picsou prend un train qui se fait attaquer par les frères James. Le voyage s'arrête dans les plaines du Montana où il devient cow-boy. Puis il devint prospecteur en Afrique et en Australie. Après avoir rencontré un aborigène, il part pour le Yukon, décidé à devenir l'homme le plus riche du monde. Il y découvre, dans une immense vallée perdue du Klondike, une pépite grosse comme un œuf d'oie, d'où son surnom, « l'œuf d'oie ». À partir de ce moment, l'or devient pour Balthazar une obsession.
Toutefois, d'autres auteurs ont utilisé le personnage après la date de 1967, par exemple dans la saga des Orbes du millénaire où Picsou apparaît en l'an 2000. D'autres auteurs indiquent, pour être cohérents avec Don Rosa, que leurs histoires se passent avant 1967. Mais en bande dessinée, les héros sont souvent atemporels et leur définir une date de décès est souvent une cause de casse-tête.

### Le sou-fétiche
Picsou a amassé une énorme fortune, stockée en grande partie dans son coffre-fort de 3 acres cubes édifié sur la colline Killmotor (anciennement Killmule) à Donaldville. Cependant sa fortune est bien plus vaste que les seules « liquidités » de son coffre (qu'il considère comme des souvenirs de sa jeunesse) car il possède évidemment des comptes bancaires (ainsi que les banques elles-mêmes), des avoirs, actions, etc. Mais parmi les montagnes d'argent accumulées, une pièce joue un rôle à part. Selon les auteurs, la fortune de Picsou est liée soit à la chance, soit à son goût du travail dont le premier sou gagné, le fameux « sou-fétiche », est la représentation. Cette pièce créée par Carl Barks en 1953 est apparue dans On a roulé Picsou.
Selon Don Rosa, dans Le Dernier du Clan McPicsou, il s'agit d'un dime (0,10 $) de 1875 — qu'il gagne en cirant les chaussures d'un cantonnier, à Glasgow où cette pièce des États-Unis n'a normalement aucune valeur circulante, étant américaine. D'après Don Rosa, le père de Picsou, après avoir trouvé une pièce étrangère, l'aurait donnée à un cantonnier dénommé Burt pour que ce dernier aille voir Balthazar pour se faire cirer ses chaussures et par la suite, payer celui-ci avec la pièce sans valeur, le but étant d'apprendre la méfiance à Balthazar. Le jeune cireur, se sentant trompé par son premier client, y voit déjà une leçon de la vie et prend la résolution de toujours vérifier ses sous.
Le sou est au centre de nombreuses histoires mettant en scène Miss Tick, et ce, dès la création de ce personnage en décembre 1961, dans La Sorcière du Vésuve (The Midas Touch). La sorcière y achète des pièces touchées par des millionnaires qui, selon elle, ont un pouvoir qui la rendra riche et puissante. Par erreur, Picsou lui vend son sou-fétiche. Il le récupère en échange d'une autre pièce, mais quand elle apprend que c'était le sou-fétiche (ou sou no 1) de Picsou, la sorcière n'a plus qu'une obsession : le récupérer par tous les moyens. Miss Tick s'adjoint parfois l'aide de Madame Mim, personnage conçu pour Merlin l'Enchanteur (1963).
Dans Of Ducks and Dimes and Destinies, chapitre 0 de The Life and Times of Scrooge McDuck Companion, de Don Rosa, on apprend que c'est Miss Tick qui a donné le sou-fétiche à Picsou, lors d'un voyage dans le temps. Initialement venue pour le voler à Scrooge enfant, la sorcière se rend compte que sans le sou, Picsou n'aurait plus l'envie dévorante de devenir le plus riche du monde et le sou ne vaudrait alors plus rien pour elle. Miss Tick se décide donc à le lui donner, alors qu'il est inconscient après avoir trop travaillé, avant de revenir dans le présent. Le jeune Picsou se réveillera en se demandant qui a pu lui donner cette pièce américaine en pleine Écosse (dans Le Dernier du Clan McPicsou, on pense que c'est Burt le cantonnier qui aurait donné la pièce à Picsou après s'être fait nettoyer ses chaussures).

### Principaux ennemis
Picsou s'est fait de nombreux ennemis au fil du temps. Voici les principaux ennemis dans l'ordre chronologique :
- Les Biskerville d’Écosse (Basketville en VO), ennemis du clan McPicsou depuis 1675 ;
- Les Rapetou (The Beagle Boys en VO) ; Picsou a rencontré leurs pères dans les années 1880 ;
- Les frères McVipère (McViper en VO), rencontrés en 1882 lorsqu'ils essayaient de voler du bétail et un taureau nommé Vindicator à son patron, Murdo McKenzie ;
- Archibald Gripsou (Flintheart Glomgold en VO), rencontré en 1886 au Transvaal ;
- Crésus Flairsou[n 8] (John D. Rockerduck en VO), alors jeune héritier de son père, Howard Flairsou. Ce dernier était, d'après Don Rosa dans Of Ducks and Dimes and Destinies, le précédent propriétaire du sou-fétiche de Picsou et donateur de la mine de cuivre d'Hanaconda Hill ;
- Soapy Slick, escroc rencontré en 1896 au Klondike ;
- Lardo (Argus McSwine en VO), milliardaire sans scrupules ;
- Miss Tick (Magica De Spell en VO) ;
- Arpène Lucien alias le Chevalier noir (Arpin Lusène en VO) ;
- Les Brutopiens (Brutopians en VO) ;
- Monsieur Molay (Mister Molay en VO), dirigeant du Conseil Monétaire International et membre du Prieuré de Sion.[réf. nécessaire]

## Picsou en bandes dessinées

### Carl Barks
Le dessinateur et scénariste Carl Barks dessina les aventures de Donald à partir de 1942. En décembre 1947 dans Le Noël de Donald, (Christmas on Bear Mountain), il décide de lui créer un oncle : Scrooge McDuck, aussi immensément riche et entreprenant que Donald est pauvre et malchanceux.

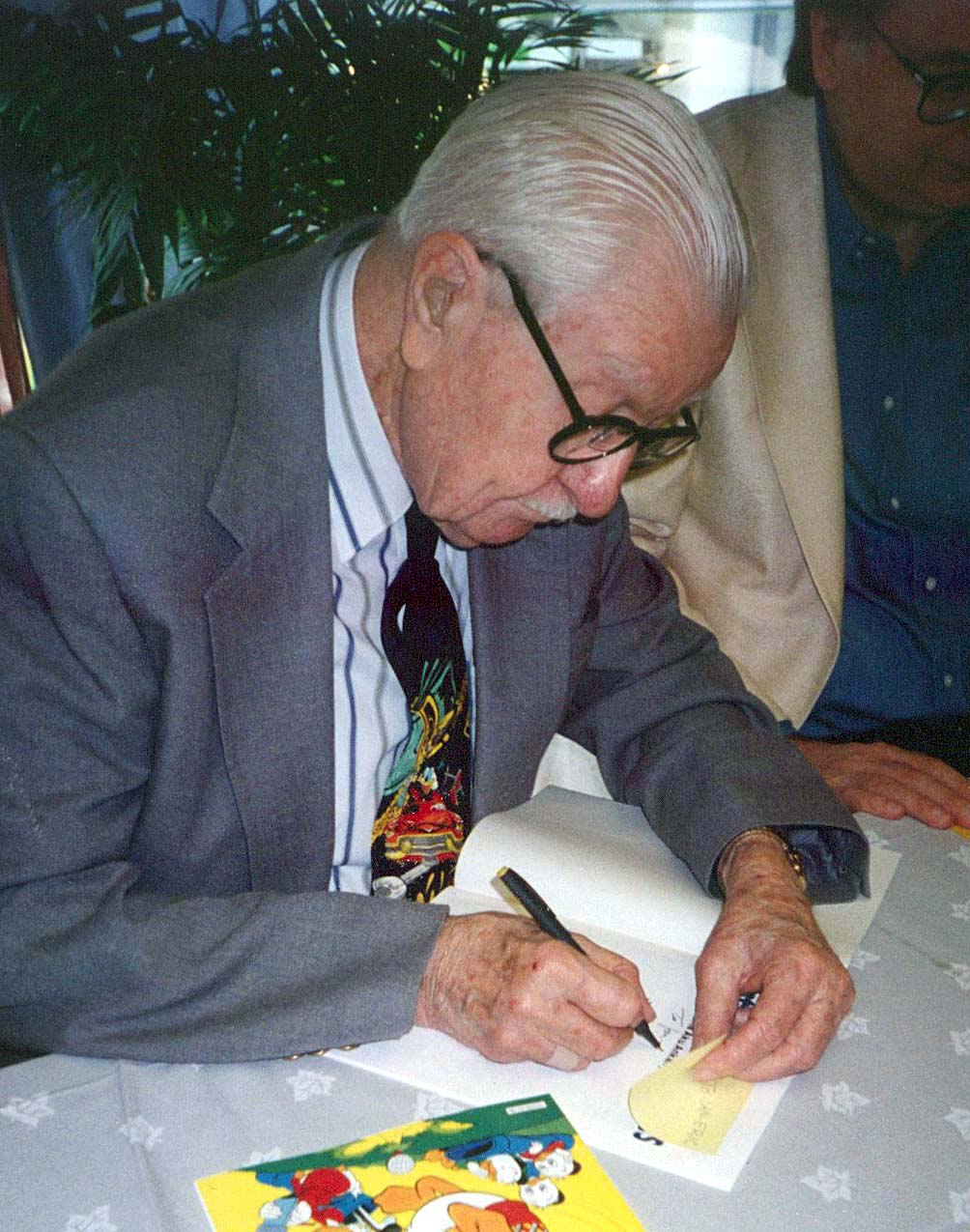
Carl Barks.

Cette première histoire est suivie rapidement par Donald et le Secret du donjon (The Old Castle's Secret). Si la première histoire permet de faire entrer Picsou dans l'univers de Donald en jouant sur le courage du héros, la seconde lui donne une épaisseur qui pérennise son personnage, désormais enrichi d'une origine (écossaise) et d'une histoire familiale avec le château du Clan McPicsou. L'intrigue va devenir un modèle du genre : Picsou part à la quête d'un trésor avec ses neveux et tous ensemble, ils parviennent à résoudre un mystère. Dans les pays lointains, ses aventures sont particulièrement dangereuses et ont inspiré quelques scènes des films de la série Indiana Jones.
Dans les histoires suivantes est mise en avant son avarice, qui se traduit souvent par le misérable salaire de Donald ou l'utilisation de matériel acheté des décennies plus tôt. C'est au début des années 1950 qu'apparaît le gigantesque coffre-fort où il prend des bains d'argent. Néanmoins, au fur et à mesure des histoires, ses mauvais côtés sont compensés par un certain paternalisme envers ses petits-neveux, Riri, Fifi et Loulou qu'il n'hésite cependant pas à exploiter sans aucune contrepartie financière.
Retour au Klondike (Back to the Klondike), publié en mars 1953, raconte comment il a fait fortune pendant la ruée vers l'or du Klondike à la fin du XIXe siècle. Au cours de cette période, il étrenne une relation amour/haine avec Goldie O'Gilt, propriétaire du Black Jack Saloon de Dawson City.
Barks le dessine jusqu'à sa retraite en 1966.

#### Premières apparitions de Picsou sous la plume de Carl Barks
Noël sur le mont Ours (Donald Duck's Christmas on Bear Montain), publié aux États-Unis en décembre 1947. Carl Barks envoie en juillet 1947 à son éditeur une histoire dans laquelle apparaît Picsou, qu'il n'a alors l'intention de n'utiliser qu'une fois.
Le Secret du vieux château (Donald Duck and the Old Castle's Secret), publié aux États-Unis en juin 1948. Picsou refait surface pour la deuxième fois, six mois après sa première apparition. Le personnage, encore en cours de développement, est en difficulté financière. Il entraine Donald et ses neveux à la poursuite d'un trésor dans un château dont il est l'héritier.
Renard rusé qui fait loi (Donald Duck), publié aux États-Unis en novembre 1948.
Pêche au yacht (Donald Duck), publié aux États-Unis en mai 1949.
Course dans les mers du Sud (Donald Duck in "Race to the South Sea"), publié (probablement) en juin 1949. On apprend les liens de parenté qui unissent Picsou à Donald. Il est le frère de sa mère.
Bombie le zombie, publié aux États-Unis en août 1949.
Lettre au Père Noël (Donald Duck in "Letter to Santa"), publié en décembre 1949. Picsou apparaît pour la première fois dans son bureau entouré d'argent. On le voit également habillé de sa redingote et de son chapeau haut de forme.
Sur les traces de la licorne (Donald in Trail of th Unicorn), publié aux États-Unis en février 1950.
Le perroquet qui comptait (Donald Duck and "The Pixilated Parrot"), publié aux États-Unis en juillet 1950. C'est la première apparition du canon de Picsou.

### Branche italienne
Le « Picsou » italien (Zio Paperone ou encore Paperone de' Paperoni) s'est développé dès la fin des années 1940, alors même que son caractère n'avait pas été encore entièrement construit et défini par Barks. Guido Martina, le scénariste le plus prolifique de l'époque, en développe une version très personnelle, inspirée des intrigues et des personnages de la commedia dell'arte, qui sera souvent reprise par les autres auteurs italiens jusque dans les années 1970 et 1980 : Picsou prend souvent la tournure d'un véritable escroc, et se bagarre avec Donald de manière bien plus violente que dans les histoires de Barks. Cependant, le dessinateur et scénariste italien Romano Scarpa s'écarte petit à petit du Picsou de Martina, dès la fin des années 1950. Il lui a adjoint une soupirante, Brigitte, que Picsou fuit comme la peste en 1960 et introduit Chris Yéyé (Paperetta Ye-Ye en version italienne), la petite-fille de Goldie quasiment jamais apparue en France mais très populaire en Italie et au Brésil, où elle possède sa propre série, en 1966.

### Branche néerlandaise
Dans les années 1970, Daan Jippes, alors éditeur en chef de Donald Duck, l'hebdomadaire hollandais, mécontent de la qualité des productions du Disney Studio de l'époque, décide un « retour aux sources ». Une grande partie des histoires Studio sont écartées tandis que les histoires de Barks sont reprises et rééditées en grand nombre. Daan Jippes demande aux auteurs néerlandais de l'époque de suivre le modèle de Barks, pour ce qui est de la personnalité et de l'univers de Picsou et de tous les personnages qui gravitent autour de lui. Pour ce qui est du dessin, le Donald au long bec de la fin des années 1940 et les premiers Picsou du comic-book Uncle Scrooge sont retenus comme modèle. Avec Fred Milton, Daan Jippes écrit et dessine un nombre d'histoires courtes (environ 10 pages) en conservant à la lettre l'esprit du personnage de Barks. Cette tradition persiste aujourd'hui dans la production néerlandaise avec des auteurs comme Mau Heymans.

### Branche française
Les histoires françaises de Picsou n'apparaissent qu'au début des années 1980. Elles sont alors assignées à des auteurs italiens, en particulier Giorgio Cavazzano, et au scénariste Michel Motti. Bien que la production française ait longtemps privilégié l'univers de Mickey, les histoires de Picsou ont été plus nombreuses à partir des années 2000, car plus appréciées des lecteurs.

### Don Rosa
En 1987 avec Le Fils du soleil (The Son of the Sun), un nouveau dessinateur américain, Keno Don Rosa, apporte un nouvel angle de travail au personnage de Picsou ainsi qu'à ceux de l'univers de Donaldville. Don Rosa a choisi de considérer seulement les histoires de Barks : toutes les aventures qu'il crée sont liées, inspirées ou poursuivent cet univers. Par rapport aux méchants habituels des histoires d'auteurs européens, Don Rosa préfère ainsi utiliser Archibald Gripsou que Crésus Flairsou.

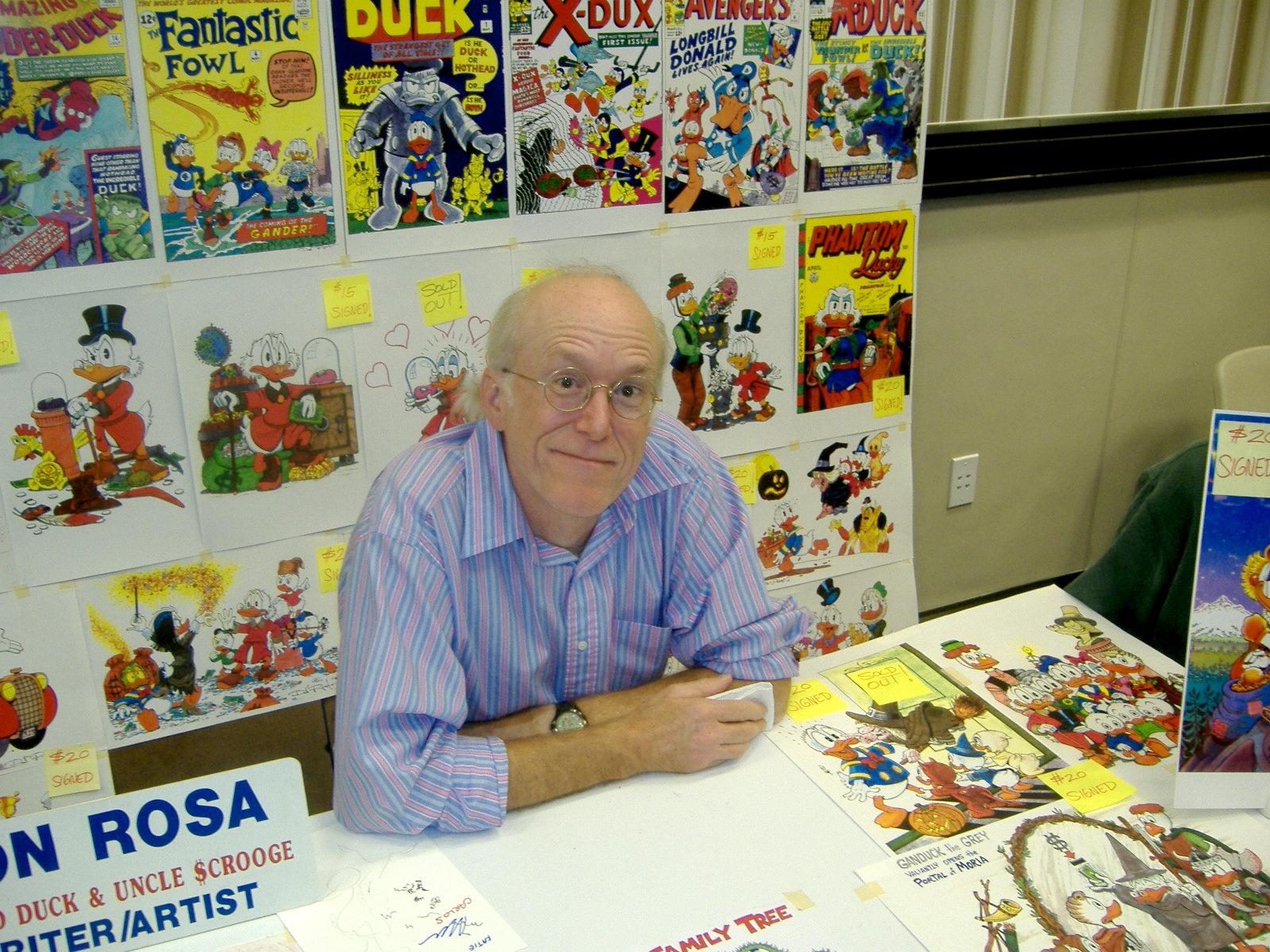
Don Rosa à la Dragon Con 2009.

Loin de considérer les personnages de Disney comme des êtres de fiction intemporels, Don Rosa les traite comme des personnages réels mais dessinés sous la forme d'animaux anthropomorphes. Il les situe ainsi dans une chronologie qui place toutes leurs aventures dans les années 1940, 1950 et 1960.
Néanmoins, même s'il a fait de Barks sa source principale, Don Rosa a renouvelé le personnage de Picsou sur certains aspects. Certaines aventures éloignent Picsou des secteurs de quêtes au trésor barksien, à l’exemple de La Quête du Kalevala, qui s’inspire du Kalevala finlandais. Progressivement, histoire après histoire, et jusqu'à la révélation explicite dans Une lettre de la maison (A Letter from Home) en 2004, Don Rosa a approfondi les sentiments de Picsou, laissant apparaître, au-delà de son avarice et de sa bougonnerie, la solidité du lien familial qui le lie à ses neveux. Don Rosa ira jusqu'à donner une date de mort pour Picsou, à ses 100 ans.
Don Rosa a obtenu deux Prix Eisner pour ce travail.

## Picsou à l'écran

Paradoxalement, Picsou est très peu apparu au cinéma et à la télévision. Il ne participe ainsi qu'à un ou deux courts-métrages entre les années 1940 et 1970, mais tient tout de même la vedette du court-métrage Picsou banquier (Scrooge McDuck and Money) en mars 1967 aux côtés de Riri, Fifi et Loulou.
En revanche dans les années 1980, il devient le héros avec Riri, Fifi et Loulou de la série télévisée animée La Bande à Picsou et de son adaptation en long-métrage au cinéma en 1990 : La Bande à Picsou, le film : Le Trésor de la lampe perdue. Ces productions ajoutent les personnages de Flagada Jones, Zaza Vanderquack et Mamie Baba.
On notera également l'adaptation d'Un chant de Noël de Charles Dickens sous le titre Le Noël de Mickey (Mickey's Christmas Carol, en VO) en 1983 dans lequel Picsou tient le rôle d'Ebenezer Scrooge qui a inspiré sa création et à qui il doit son nom original.
Picsou revient de façon régulière à la télévision entre 2017 et 2021 avec le reboot de La Bande à Picsou.

## Œuvres avec Balthazar Picsou

### Bandes dessinées
Depuis 1947, Picsou est apparu dans plusieurs milliers d'histoires. Le site INDUCKS recense en 2022 selon les pays et les producteurs :
- États-Unis :
  - Strips quotidiens : 2 580 histoires
  - Planches hebdomadaires : 600 histoires
  - Comic-books américains :
    - Dell Comics / Western Publishing : 992 histoires
    - Disney Comics : 58 histoires
    - Gladstone / Another Rainbow: 43
    - Marvel Comics / Acclaim : 1

  - Disney Studio (histoires du marché étranger) : 1 395 histoires
- Italie : Mondadori / Disney Italia : 7 338 histoires
- Allemagne : Ehapa : 104 histoires
- Danemark : Gutenberghus / Egmont : 3 139 histoires
- France : Édi-Monde / Disney Hachette Presse / Unique Heritage Entertainment : 438 histoires
- Brésil : Abril : 1007 histoires
- Royaume-Uni : 17 histoires
- Pays-Bas Oberon / GP / VNU : 2 135 histoires
- Productions diverses (par exemple  Argentine,  Belgique) : 25 histoires
- Disney Europe (Paris) : 3 histoires

Titres de presse
- Uncle Scrooge aux États-Unis
- Picsou Magazine et Super Picsou Géant en France
- Tio Patinhas au Brésil

### Filmographie
- 1943 : The Spirit of '43 (court-métrage d'animation)
- 1955 : The Mickey Mouse March (générique de The Mickey Mouse Club)
- 1967 : Picsou banquier (Scrooge McDuck and Money) (court-métrage d'animation)
- 1983 : Le Noël de Mickey (Mickey's Christmas Carol) (court-métrage d'animation)
- 1986 : Fou de foot (Sport Goofy in Soccermania) (court-métrage d'animation)
- 1987-1990 : La Bande à Picsou (DuckTales)[n 13] (série télévisée)
- 1990 : La Bande à Picsou, le film : Le Trésor de la lampe perdue (long-métrage d'animation)
- 1992 : Raw Toonage (série télévisée, apparition épisode 3)
- 1999 : Mickey, il était une fois Noël (long-métrage d'animation)
- 1999-2000 : Mickey Mania (série télévisée)
- 2001-2004 : Disney's tous en boîte (série télévisée)
- 2004 : Mickey, il était deux fois Noël (long-métrage d'animation)
- 2014 : Mickey Mouse (série télévisée)
- 2017-2021 : La Bande à Picsou (DuckTales) (série télévisée)
- 2018 : La Légende des Trois Caballeros (Legend of the Three Caballeros) (série télévisée) (caméo)
- 2022 : Tic et Tac, les rangers du risque (Chip 'n Dale: Rescue Rangers) (long-métrage mélangeant animation et prises de vues réelles)
- 2022 : Le Monde Merveilleux de Mickey (The Wonderful World of Mickey Mouse) (apparition dans l'épisode L’Été merveilleux de Mickey)

### Album
L'artiste Tuomas Holopainen, membre du groupe Nightwish, a composé un album s'inspirant de La Jeunesse de Picsou. Cet album s'intitule Music Inspired by the Life and Times of Scrooge.

## Autour du personnage
- Dans la version originale, le dépôt de Picsou est orné d'un gigantesque $. Dans la version française, il s'agissait jusqu'à une époque récente d'un F, sa fortune (généralement des millions ou des milliards) étant exprimée en francs. Lors de la disparition du franc en 2002, les éditeurs ne sont pas passés à l'euro mais ont repris le symbole $. Un symbole € a toutefois été dessiné sur le dépôt dans un gag de la série Les P'tits Boulots de Donald du Journal de Mickey.
- Dans La Jeunesse de Picsou, Don Rosa le gratifie d'un nombre assez important de surnoms glanés lors de ses voyages autour du monde. Wyatt Earp s'exclame, dans l'Empereur du Klondike, en voyant son sou-fétiche : « Picsou ! La furie du Far West, le massacreur du Montana, le poison de Pizen Bluff ! ». Ce à quoi Picsou répond : « La terreur du Transvaal, la bête noire du bush australien et quelques autres surnoms impressionnants mais exacts ». Un peu plus tard, dans le même épisode, il est surnommé « le roi du Klondike »[41].
- Picsou apparaît dans Kingdom Hearts 2 et semble vouloir créer un nouveau parfum de glace à l'eau de mer (l'une des glaces emblématiques de Tokyo Disney Resort) mi-sucré mi-salé qui, il l'espère, lui rapportera quelques millions de munnies en plus[n 14]. Dans la Forteresse Oubliée, il est probable que son histoire après le douzième épisode de La Jeunesse de Picsou a été brusquement interrompue par l'invasion des Sans-Cœurs, entraînant dans les Ténèbres son monde ainsi que ses habitants, et obligeant Picsou à s'exiler dans un monde « refuge » pour les rescapés de ces désastres. Cependant, cette théorie et la présence de Picsou, Riri, Fifi et Loulou dans la Forteresse Oubliée entrent en contradiction avec le statut de magicien royal de Donald au Château Disney, et donc avec les comics américains de Disney.
- Selon Carl Barks (le créateur de Picsou), la fortune de Picsou se monte à cinq milliards de quadruplimilliards de décuplimilliards de multiplimilliards de fantastimilliards de centrigugilliards de dollars et seize cents [42]. Cependant, bien que cette somme soit réelle au moment où elle a été énoncée par Picsou, celui-ci ne cesse de s'enrichir et sa fortune exacte est donc incalculable car toujours en changement.
- En 2010, selon Forbes, Picsou est le personnage de fiction le plus riche avec 44 milliards de dollars ; il égale ainsi l'inventeur de Microsoft Windows, Bill Gates[43]. Toutefois, il s'agit d'une estimation. En effet, Picsou possède, outre son coffre-fort géant, une multitude d'entreprises, de banques, de magasins, de propriétés et d'actions, ainsi qu'une énorme collection de trésors, pierres précieuses, métaux divers et objets d'une valeur considérable. Selon les albums, le personnage aurait également d'autres coffre-forts géants dans plusieurs pays du monde. Or cette liste, non exhaustive, ne permet pas d'établir raisonnablement le capital du personnage. La fortune « réelle » est donc probablement largement supérieure à ce que l'imaginaire pourrait concevoir, à tel point d'ailleurs que les différentes sommes évoquées au cours des histoires font intervenir des unités fantaisistes. Ses rivaux, Gripsou (2° le plus riche dans la bande dessinée) et Flairsou (3°), sont donc les seconds personnages les plus riches de la fiction.

## Picsou à travers le monde
- Allemagne : Dagobert Duck/Onkel Dagobert
- Amérique latine : Rico McPato
- Arabie saoudite : عم دهب (ʿamm Dahab : « Oncle Or »)
- Belgique : Oncle Jérémie McDuck / Oncle Picsou
- Brésil : Tio Patinhas
- Chine : 史高治·麦克老鸭 (Shǐgāozhì MàikèLǎoyā : 史高治·麥克老鴨)
- Collectivité espérantophone : Skruĝo MakAnaso
- Corée : 스크루지 맥덕 (Seukeuruji MaekDeok)
- Danemark : Joakim von And
- Espagne : Tío Gilito
- États-Unis / Royaume-Uni : Scrooge McDuck / Uncle Scrooge
- Finlande : Roope Ankka
- France : Oncle Harpagon (1949) / Oncle Edgar (années 1950) / Balthazar Picsou (depuis le 21 décembre 1952)
- Grèce : Σκρουτζ Μακ Ντακ (Skroutz Mak Dak)
- Hongrie : Dagobert McCsip
- Islande : Jóakim Aðalönd
- Italie : Paperon de' Paperoni / Zio Paperone
- Japon : スクルージ・マクダック (Sukurūji・MakuDakku)
- Norvège : Skrue McDuck / Onkel Skrue
- Pays-Bas : Dagobert Duck / Oom Dagobert
- Pologne : Sknerus McKwacz
- Portugal : Tio Patinhas / Patinhas Mc Pato
- Russie : Скрудж МакДак (Skrudj MakDak)
- Serbie : Баја Патак / Baja Patak
- Suède : Joakim von Anka
- République tchèque : Strýček Skrblík
- Turquie : Varyemez Amca